# Gina Hathorn
Georgina Melissa »Gina« Hathorn-Sopwith, britanska alpska smučarka, * 16. november 1944, Andover, Hampshire, Anglija, Združeno kraljestvo.
Nastopila je na treh olimpijskih igrah, najboljšo uvrstitev je dosegla leta 1968 s četrtim mestom v slalomu. Na ločenih svetovnih prvenstvih je nastopila leta 1970, ko je bila sedma v kombinaciji in deseta v slalomu. V svetovnem pokalu je tekmovala šest sezon med letoma 1967 in 1972 ter dosegla eno uvrstitev na stopničke v slalomu. V skupnem seštevku svetovnega pokala je bila najvišje na štirinajstem mestu leta 1967, ko je bila tudi osma v slalomskem seštevku.